# Nisporeni
Nisporeni est une ville de Moldavie, chef-lieu du raion de Nisporeni.

## Démographie
En 2012, sa population était d'environ 14 000 habitants.